# Экзегетика
Экзеге́тика (экзеге́за, др.-греч. ἐξηγητικά, от ἐξήγησις — «истолкование, изложение») — раздел богословия, в котором истолковываются библейские и другие религиозные тексты; учение об истолковании текстов, преимущественно древних, первоначальный смысл которых затемнён вследствие их давности или недостаточной сохранности источников.
По экзегетике понимание достигается грамматическим исследованием языка, изучением исторических реалий и вскрытием намёков, смысл которых со временем сделался непонятным; конкретно-психологическими изысканиями и рассмотрением закономерностей формы произведения.
Экзегетика послужила основным источником герменевтики (ἑρμηνευτική, от ἑρμηνεύω — «разъясняю, толкую»). Несмотря на то, что эти термины употребляются иногда как синонимы, понятие герменевтика гораздо шире, если экзегетика — это исключительно толкование текстов, то герменевтика включает в себя интерпретацию всех видов коммуникации письменной, вербальной и невербальной.

## Христианство
Среди христиан есть множество различных взглядов на толкование Библии. В основном они сводятся к двум главным концепциям:
- Экзегетика откровения исходит из посылки, что тексты Священного Писания являются богооткровенными и их авторов вдохновлял сам Бог. Поэтому экзегетика должна исходить из того, что за тем, что непосредственно написано скрывается дополнительный более глубокий и не всегда явно выраженный смысл, который и следует открыть.
- Рациональная экзегетика исходит из предпосылки, что авторы священного писания были вдохновенными литераторами, и смысл сказанного в Священном Писании стоит искать в реалиях той эпохи и изучении личных свойств и характеров авторов текстов.

### Комментарии к Библии
Наиболее популярной формой библейской экзегетики являются комментарии к Библии. Обычно они издаются многотомниками наподобие энциклопедии, где каждый том посвящён одной или двум книгам Библии, и толкуют книги в том же порядке, в котором они расположены в Библии. Каждый комментарий обычно состоит из введения, за которым следует детальный разбор текста. До начала XX века комментарии обычно писал один автор, который детально излагал свой взгляд на Священное Писание. Сейчас обычно практикуют написание комментариев к Библии коллективом авторов, где каждый даёт комментарий к отдельным книгам. Комментарии обычно различаются способом интерпретации, в частности, авторы, принадлежащие к разным конфессиям, по-разному комментируют Библию; комментарии различаются также по глубине, аккуратности, силе теологической и критической мысли.
В католической традиции существуют специальные центры библейской экзегетики: École Biblique в Иерусалиме и Pontificio Istituto Biblico в Риме.
Протестантской экзегетикой занимаются в университетах, преимущественно в Германии и США.

## Иудаизм
Традиционная экзегетика в иудаизме представлена раввинистической литературой, в которую входят Мишна, оба Талмуда, Мидраш. В иудаизме экзегетика называется пируш (פירוש), что означает «комментарий».

### Талмуд
Мишна вскоре сама стала предметом толкований. Этим занялись амораи (разъяснители) одновременно в Палестине и Вавилонии, поэтому имеются два Талмуда — Иерусалимский Талмуд (Талмуд Ерушалми) и Вавилонский Талмуд (Талмуд Бавли).

### Мидраш
Мидраш является гомилетическим методом экзегетики, собранием комментариев к Танаху, толкованием параграфов Торы Моисея, относящихся к иудейским законам. Мидраш делится на два больших раздела — свод правовых и ритуальных законов, называемый «галахой», которая является экзегетикой письменного закона Торы, и незаконодательной аггадой, экзегетикой тех отрывков Торы, которые не связаны с законами иудаизма, но являются поучительными историями на все случаи жизни.
В галахических, а также в аггадических толкованиях, толкователь стремится не столько искать первоначальный смысл текста, сколько найти подтверждение в Торе собственных концепций и идей, правил поведения и учения, для которых он хотел бы найти библейские основания. Этому способствовала, с одной стороны, вера в то, что слова Торы многозначны, и, с другой стороны, серьёзной интерпретации подвергались малейшие особенности текста. Из-за этого в своих толкованиях Мидраш отклонялся всё дальше и дальше от первоначального смысла писания.

### Таннаи
Толкование Таннаев отличает два разных подхода к экзегетике, первый характеризуется нахождением тезисов из Библии как средство доказательства своей точки зрения, второй использованием таких пассажей из Библии, которые служат для мнемотехники — эти два вида использования библейского текста позже практиковались и в вавилонской школе.

### Амораи
Вавилонские амораи были первыми, кто использовал выражение «пшат» («простой») для обозначения первичного смысла писания, противопоставляя его «драш», глубинному смыслу, выявленному толкователями. Эти два уровня стали позже важными особенностями в истории еврейского толкования Библии.

### Масореты
В седьмом веке масореты посвятили себя тому, чтобы сохранить первоначальный смысл писания, добавив огласовки и пунктуацию для правильного прочтения текста, с одной стороны они способствовали сохранению первоначального смысла, с другой стороны породили новую ветвь экзегетики, толкующую их нововведения.
Еврейская экзегетика не закончилась написанием Талмуда и продолжалась на протяжении всех веков в различных центрах изучения писания по всему миру. До сегодняшнего дня продолжается изучение и толкование Танаха, и экзегетика считается важной для понимания смысла священного писания.

## Индийская философия
Миманса — это школа индийской философии, также называемая пурва-миманса, серьёзно занимающаяся экзегетикой древних индийских текстов, она дала серьёзный толчок развитию филологии и философии языка. В трудах Бхартрихари излагается учение о неразрывной связи звука и его значения (обозначающего и обозначаемого).

## Ислам
Тафсир (араб. تفسير‎, «интерпретация») арабское обозначение экзегетики, или комментария Корана. Автор тафсира называется муфассир (араб. 'مُفسر‎, множественное число: араб. مفسرون‎, муфассирун).
Тафсир не включает в себя эзотерические и мистические интерпретации, которые называются Тавиль. Эзотерические интерпретации обычно не противоречат общепринятым, они обсуждают более глубокие уровни понимания Корана.
Хадисы Мухаммада провозглашают, что у Корана есть более глубокий уровень понимания, а у этого уровня ещё более глубокий, и таких уровней семь Некоторые исламские секты налагают прямой запрет на эзотерические интерпретации Корана.